# 中间碱茅
中间碱茅（学名：Puccinellia intermedia）为禾本科碱茅属下的一个种。其种加词“intermedia”意为“中间的”。